# Richard Heinze (Unternehmer)
Carl Richard Heinze (* 16. Juni 1867 in Spremberg; † 3. August 1945 ebenda) war ein deutscher Tuchfabrikant und Preußischer Provinzialrat.

## Leben
Heinze war Tuchfabrikant und Erster Beigeordneter Vorsitzender der Dienststelle Brandenburg des Deutschen Gemeindetages. Er war Inhaber der Firma C. Richard in Spremberg (Volltuchfabrik) sowie Stadtverordneter. Im März 1939 wurde er als ein um Staat und Volk verdienter Mann der Provinz Brandenburg vom Ministerpräsidenten Hermann Göring zum Preußischen Provinzialrat ernannt.